# Automne (Authion)
Der Automne ist ein kleiner Fluss in Frankreich, der im Département Maine-et-Loire in der Region Pays de la Loire verläuft. Er entspringt im nördlichen Gemeindegebiet von La Breille-les-Pins, entwässert generell Richtung Südwest durch den Regionalen Naturpark Loire-Anjou-Touraine, bildet zunächst eine kleine Seenkette, erreicht dann das Loiretal und mündet nach rund 15 Kilometern im Gemeindegebiet von Vivy als rechter Nebenfluss in den Authion. In seinem Unterlauf quert der Automne die Autobahn A85 und erreicht an seiner Mündung die Bahnstrecke Chartres–Bordeaux.

## Orte am Fluss
(Reihenfolge in Fließrichtung)
- Le Sapin Vert, Gemeinde La Breille-les-Pins
- Le Petit Moulin, Gemeinde Allonnes
- Beauséjour, Gemeinde Allonnes
- Le Vieux Bourg, Gemeinde Vivy